# Don’t Try This at Home
Don’t Try This at Home — студийный альбом английского фолк-рок музыканта Билли Брэгга, изданный 17 сентября 1991 года на лейблах Elektra Records, Go! Discs и Cooking Vinyl.
Он достиг 8-го места в UK Albums Chart.

## История
Окунувшись в идею использования бэк-музыкантов в альбоме Talking With the Taxman About Poetry, Билли Брэгг окончательно погрузился в нее с головой в альбоме Worker’s Playtime, но Don’t Try This at Home стал тем местом, где Брэгг впервые почувствовал себя полностью комфортно с понятием полной группы. Вместе с Джонни Марром (который помог спродюсировать два трека) из the Smiths, Майклом Стайпом и Питером Баком из R.E.M. и Кёрсти Макколл.
Песня «Tank Park Salute» посвящена отцу певца, Деннису Брэггу, который умер от рака легких, когда Брэггу было 18 лет. По его словам, на концерте в Баркинге, где он вырос, он был так тронут присутствием матери и брата в зале, что сохранил копию текста песни на случай, если забудет ее во время выступления.
Майкл Стайп и Питер Бак из R.E.M. внесли свой вклад в песню «You Woke Up My Neighbourhood». Песня была названа в честь рисунка Вуди Гатри, чей неопубликованный текст был положен на музыку Брэггом и Wilco в альбомах Mermaid Avenue и Mermaid Avenue несколько лет спустя.
Песня «God’s Footballer» посвящена бывшему профессиональному футболисту Питеру Ноулзу, который провел свою карьеру в английском клубе «Вулверхэмптон Уондерерс», после чего добровольно завершил футбольную карьеру и стал Свидетелем Иеговы.

## Отзывы
| Оценки критиков               | Оценки критиков |
| Источник                      | Оценка          |
| ----------------------------- | --------------- |
| AllMusic                      | [ 2 ]           |
| Chicago Tribune               | [ 6 ]           |
| Encyclopedia of Popular Music | [ 7 ]           |
| Entertainment Weekly          | A−              |
| NME                           | 9/10            |
| The Philadelphia Inquirer     | [ 10 ]          |
| Q                             | [ 11 ]          |
| Rolling Stone                 | [ 12 ]          |
| The Rolling Stone Album Guide | [ 13 ]          |
| Select                        | 5/5             |
| Spin Alternative Record Guide | 6/10            |

Альбом получил положительные отзывы музыкальной критики и интернет-изданий.
Марк Деминг из AllMusic отметил, что в новом альбоме Брэгг активно и успешно использовал бэк-музыкантов: «Don’t Try This at Home — это не тот альбом, который громко заявляет о себе, но погрузитесь в его сдержанные текстуры, и вы откроете для себя один из самых теплых и вдумчивых альбомов Брэгга».

## Список композиций
Источники
Все треки написаны Билли Брэггом, кроме указанных.
1. «Accident Waiting to Happen» — 4:01
2. «Moving the Goalposts» — 2:34
3. «Everywhere» (Greg Trooper, Sid Griffin) — 5:01
4. «Cindy of a Thousand Lives» — 4:15
5. «You Woke Up My Neighbourhood» (Брэгг, Peter Buck) — 3:11
6. «Trust» — 4:13
7. «God’s Footballer» — 3:04
8. «The Few» — 3:27
9. «Sexuality» (Брэгг, Johnny Marr) — 3:49
10. «Mother of the Bride» — 3:36
11. «Tank Park Salute» — 3:30
12. «Dolphins» (Fred Neil) — 4:20
13. «North Sea Bubble» — 3:19
14. «Rumours of War» — 2:50
15. «Wish You Were Her» — 2:46
16. «Body of Water» (Брэгг, Philip Wigg aka «Wiggy») — 3:58

Japanese bonus tracks
1. «Bad Penny» (B-side из «Sexuality») — 2:49
2. «Bread and Circuses» (Брэгг, Натали Мерчант) (B-side из «You Woke Up My Neighbourhood») — 4:23
3. «Sexuality (London Remix)» (Брэгг, Marr) (B-side из «Sexuality») — 6:27